# Dinamo Vlorë
El Dinamo Vlorë fue un equipo de fútbol de Albania que jugó en la Superliga de Albania, la primera división de fútbol en el país.

## Historia
Fue fundado en el año 1947 en la ciudad de Vlöre como parte de la Sociedad Deportiva Dinamo luego de la ocupación soviética tras finalizar la Segunda Guerra Mundial.
Tras pasar varios años en la segunda categoría ganan el título en la temporada 1951 y por primera vez logran el ascenso a la Superliga de Albania en 1952, temporada en la que clasificaron a la fase final y terminaron descendiendo por reducción de equipos en la liga.
Luego de dos años en la Primera División de Albania el club fue disuelto en 1955 por orden de la Sociedad Deportiva Dinamo que disolvió varios equipos diversos en Europa y quedarse con los equipos cercanos de la Unión Soviética.

## Palmarés
- Primera División de Albania: 1

1951